# Laixi
Laixi (莱西市S, LáixīP) è una città-contea della Cina, situata nella provincia dello Shandong e amministrata dalla prefettura di Tsingtao.